# Julien Le Roy
Julien Le Roy (6 de agosto de 1686-20 de septiembre de 1760) fue un célebre relojero francés. 

## Semblanza
A la edad de 13 años compuso varias máquinas de su invención que ya denotaban un talento superior para la mecánica. En 1713 fue agregado a la corporación de relojeros de París y en 1739 obtuvo el nombramiento de relojero de cámara. Fue el que inventó el poner aceite al cie de las ruedas y el volante de los relojes de faltriquera; redujo el volumen de los de repetición e inventó un excelente mecanismo de compensación para evitar la influencia del frío y del calor. También dio el modelo de los relojes públicos llamados horizontales y enriqueció la gnomónica con muchos descubrimientos.
En 1740, el recién fundado Observatorio de Toulouse adquirió un reloj de Julien le Roi.
Este artista murió en 1759, alos 73 años de edad.
Su Elogio está insertado en las Primicias cronométricas, publicadas en 1760.
Se pueden encontrar ejemplos de su trabajo en muchos museos importantes de todo el mundo, incluido el Museo del Louvre de París y el Museo de Victoria y Alberto de Londres.

## Familia
Su hijo Pierre Le Roy (1717-1785), un brillante relojero por derecho propio, continuó con el negocio de su padre hasta principios de la década de 1780. Otro hijo, Julien-David Le Roy (1724-1803), fue un arquitecto neoclásico y arqueólogo, autor de las "Ruinas de los monumentos más bellos de Grecia". Su tercer hijo, Charles fue médico y enciclopedista, y el cuarto, Jean-Baptiste Le Roy, físico y enciclopedista también.